# Francesco Doccini
Francesco Doccini (Soiana, 10 dicembre 1914 – Pisa, 14 ottobre 2000) è stato un ciclista su strada italiano.
Indipendente nel biennio 1939-1940 e poi ancora nel periodo 1946-1948, vinse alcune corse in Toscana; partecipò inoltre agli ultimi due Giro d'Italia prima dello scoppio della Seconda guerra mondiale.

## Palmarès
- 1936 (dilettanti)

Coppa Città di San Daniele
Coppa Meduno
- 1940

Coppa Bologna
- 1947

Gran Premio Industria del Cuoio e delle Pelli

## Piazzamenti

### Grandi Giri
- Giro d'Italia

1939: 51º
1940: 41º